# Lou Hon Kei
Lou Hon Kei is een Macaus autocoureur.

## Carrière
Lou begon zijn autosportcarrière in de Macau Touring Car Series in 2011. Dat jaar nam hij ook deel aan de Macau Road Sport Challenge. In 2012 en 2013 bleef hij actief in de Macau Touring Car Series, waarbij een tiende plaats in 2013 zijn beste kampioenschapspositie was. In 2013 nam hij deel aan de Macau Touring Car Cup en eindigde het seizoen als vijfde.
In 2016 maakte Lou de overstap naar het CEC Super Endurance Championship. Dat jaar reed hij tevens in het laatste raceweekend van de TCR International Series in zijn thuisrace op het Circuito de Guia in een Seat León Cup Racer bij het Elegant Racing Team. In de eerste race eindigde hij op de zestiende plaats, terwijl hij in de tweede race niet aan de finish wist te komen.